# シー・アイ・エー
株式会社シー・アイ・エー（CIA Inc.）は、企業ブランディングを手掛ける日本のブランドコンサルティング会社。無関係の同名の会社がある。

## 概説
シー・ユー・チェンが1984年に設立する。クライアント企業の商品やサービスにマーケティングの観点から包括的にブランドの構築、強化を行う。

## 沿革

### 設立期（1980年代後半）
1984年にシー・ユー・チェンが設立し、ナイジェル・コーツを起用したレストラン・メトロポールや小樽ホテルなど、空間プロデュースを手がける。

### 1990年代前半
ワイルドブルーヨコハマや福岡ドームスポーツバー・ビッグライフなど、大規模商業施設のプロジェクトを手掛ける。

### 1990年代後半 - 2000年代前半
ギャップやナイキなど海外リテーラーの日本進出サポートや、ユニクロの東証一部上場に向けたマーケティング戦略、青山フラワーマーケットのブランド構築などを手掛ける。

### 現在
上島珈琲店、出光興産、三菱東京UFJ銀行などのブランディング、大崎ThinkParkなど都市再開発ブランディング、クロスカンパニーの郊外マーケティング、Peach Aviationで建築家ニール・デナーリを起用した機体デザイン、商業建築プロジェクトSouthwoodでCO2排出量の1400トン削減に貢献、など。

## 社名の由来
CIA ＝ Creative Intelligence Associate ＝ クリエイティブな知性を持つ集団

## 主なプロジェクト

### 1980年代
- メトロポール
- タケオキクチ
- カフェボンゴ
- ノアの方舟
- 小樽ホテル
- 文明楼

### 1990年代
- ザ・ウオール
- カメール
- ワイルドブルーヨコハマ
- 福岡ドーム ビッグライフ
- セゴビア・ゴルフクラブ
- ブルー
- フランク・ロイド・ライトのオーガニック・ハウス
- ギャップ
- ナイキ
- ユニクロ
- 青山フラワーマーケット

### 2000年代
- ユーハイム
- CIAL
- 三菱東京UFJ銀行 プライベート・バンキング・オフィス
- LINN
- 出光興産
- ThinkPark
- マネックスグループ/マネックスFX

### 2010年代
- earth music&ecology
- TOPVALU COLLECTION
- Peach Aviation
- Southwood
- SAKURA craft_lab

## 受賞歴
- 朝日広告賞 2008年8月月間賞（マネックスグループ/ブランド戦略）

## 関連人物
- シー・ユー・チェン